# Сосонки (Смоленская область)
Сосонки — деревня в Ершичском районе Смоленской области России. Входит в состав Ершичского сельского поселения. Население — 25 жителей (2007 год). 
Расположена в южной части области в 3 км к югу от Ершичей, в 27 км юго-западнее автодороги А141 Орёл — Витебск, на берегу реки Ипуть. В 25 км северо-западнее деревни расположена железнодорожная станция Самолюбовка на линии Рославль — Кричев.

## История
В годы Великой Отечественной войны деревня была оккупирована гитлеровскими войсками в августе 1941 года, освобождена в сентябре 1943 года.